# Deut

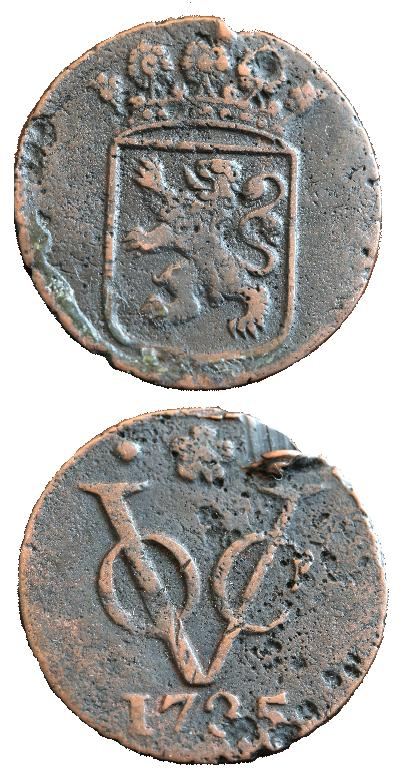
Deut der Niederländischen Ostindien-Kompanie („VOC“)

Ein Deut (niederländisch Duit, auch Doit) war eine im 17. und 18. Jahrhundert in Geldern, Kleve und den Niederlanden im Umlauf befindliche Kupfermünze. Sie wurde bis 1816 geprägt und hatte den Wert von 2 Penningen = 1/8 Stüber = 1/160 Gulden = 1/400 Reichstaler. Auch für die Überseebesitzungen in Ostindien und Kapstadt wurde sie geschlagen.
Die Münze war in den Niederlanden bis 1816 in Umlauf, in Niederländisch-Indien (heute Indonesien) bis 1854.
Die niederländische Redensart Ik geef er geen’ koperen duit voor (so viel wie: „Dafür geb’ ich keinen kupfernen Deut“) verbreitete sich im 18. Jahrhundert auch im deutschen Sprachraum und wurde als keinen Deut oder nicht einen Deut gebraucht, um damit die Wörter „nichts“ oder „gar nichts“ auszudrücken. Mit der Bedeutung „ein bisschen“ wird es z. B. in der Formulierung: jeden Tag einen Deut besser verwendet.

## Etymologie
Etymologisch leiten sich die Wörter Deut und duit von altnordisch thveit ‚geringe Münze, abgehauenes Stück‘, abgeleitet von altnordisch thveita ‚abhauen‘.